# Kwaksan
Kwaksan (Hán Việt: Quách Sơn) là một huyện của tỉnh Pyongan Bắc tại Cộng hòa Dân chủ Nhân dân Triều Tiên. Huyện đối diện với Hoàng Hải ở phía nam. Trên đất liền, nó giáp với Kusong ở phía bắc, với Chongju ở phía đông, và Sonchon ở phía tây.
Một số dòng sông nhỏ đổ ra biển trên địa bàn Kwaksan, như Tongrae, Sasong, và Sachon (사천강). Huyện quản lý 15 hòn đảo ngoài khơi. Nhiệt độ trung bình năm của Kwaksan là 9,2 °C, dao động từ -8,2 °C vào tháng giêng cho đến 23,7 °C vào tháng 8. Lượng mưa trung bình năm là 1380 mm. Đất rừng chiếm 46,5% diện tích của huyện và 80% trong số đó là rừng thông; đất canh tách chiếm 30% diện tích và trong đó có một nửa là trồng lúa gạo.
Các cây trồng chính của huyện Kwaksan là lúa gạo, ngô, táo và đào. Nghề nuôi tằm và chăn nuôi cũng đang phát triển, đánh cá cũng tạo việc làm cho lao động địa phương. Tuyến đường sắt Pyongui đi qua huyện và nối đến Bình Nhưỡng và Sinuiju.
Du lịch địa phương có sức hút từ một ngôi chùa đá 5 tầng có niên đại từ thời kỳ Cao Ly tại Wonha-ri, và pháo đài Rŭngsan (릉산성), xây dựng năm 996 bởi Tướng Seo Hui. Năm 2008, dân số toàn huyện Kwaksan là 97.660 người (46.235 nam và 51.425 nữ), trong đó, dân cư đô thị là 22.739 người (23,3%) còn dân cư nông thôn là 74.921 người (76,7%).